# Musi (Südchinesisches Meer)
Der Musi ist ein rund 750 Kilometer langer Fluss in Indonesien im Südosten der Insel Sumatra.

## Geographie
Der Musi entspringt am Vulkan Kaba im Barisangebirge (Bukit Barisan) in der Provinz Südsumatra. Von dort fließt in einem S-förmigen Bogen zunächst in südöstlicher und dann in nordwestlicher Richtung, um schließlich nach Osten zu fließen, bis er die Provinzhauptstadt Palembang passiert hat. Von dort fließt nach Norden und bildet bei Sungsang zusammen mit weiteren Flüssen das in die Bangkastraße mündende Musidelta.
Das Einzugsgebiet des Musi beträgt knapp 60.000 km2 und die durchschnittliche Abflussmenge an seiner Mündung bei Sungsang liegt bei 3066 m3/s.

## Geschichte
Am 19. Dezember 1997 stürzte eine Boeing 737 (SilkAir-Flug 185) auf dem Flug von Jakarta nach Singapur in den Fluss. Der Absturz kostete alle 104 Personen an Bord des Flugzeugs das Leben.